# 森長俊
森 長俊（もり ながとし）は、江戸時代前期から中期にかけての大名。美作国津山新田藩主、のち播磨国三日月藩の初代藩主。官位は従五位下対馬守。

## 略歴
美作津山藩主・森長継の5男として美作の鶴山城にて誕生。幼名は松之助。
延宝4年（1676年）4月、1万5000石を父より与えられる。しかし幕府からは津山新田藩はただちには藩として公認されず、正式に公認されたのは貞享元年（1684年）10月21日であった。元禄10年（1697年）8月、本家の津山藩森家が改易されると、同年10月19日に三日月藩に移封された。
正徳5年（1715年）7月27日、長男の長記に家督を譲って隠居し、快翁と号した。享保20年（1735年）6月4日、江戸大崎邸にて病死した。享年87。法号は長俊院殿前対州刺史快翁日好大居士。墓所は東京都大田区池上の本行寺。
藩主としては有能な人物だったといわれている。

## 系譜
- 父：森長継（1610-1698）
- 母：継光院 - 湯浅丹後[1]の娘
- 正室：永井尚政の娘
- 側室：布宇 - 浄心院
  - 長男：森長記（1687-1767）
- 室：岡氏
  - 次男：関長広（1694-1732） - 関長治の養子
- 生母不明の子女
  - 男子：森光照 - 久留里藩主黒田家に仕えて、以降家老職を世襲した。